# Isaac Hempstead-Wright
Isaac Hempstead-Wright est un acteur britannique né le 9 avril 1999.
Il est connu pour avoir incarné Brandon Stark dans la série télévisée Le Trône de fer (Game of Thrones). Il incarne également Tom dans La Maison des ombres de Nick Murphy, film d'horreur sorti en 2011.

## Filmographie

### Cinéma
| Année | Titre                | Titre original | Réalisateur                       | Rôle        | Observations     |  |
| ----- | -------------------- | -------------- | --------------------------------- | ----------- | ---------------- |  |
| 2011  | La Maison des ombres | The Awakening  | Nick Murphy                       | Tom         |                  |  |
| 2013  | Closed Circuit       |                | John Crowley                      | Tom Rose    |                  |  |
| 2014  | Les Boxtrolls        | The Boxtrolls  | Graham Annable et Anthony Stacchi | Eggs (voix) | Film d'animation |  |
| 2021  | Voyageurs            | Voyagers       | Neil Burger                       | Edward      |                  |  |

### Télévision
| Année     | Titre                                              | Titre original | Réalisateur / Créateur                  | Rôle          | Observations                                                                                     |
| --------- | -------------------------------------------------- | -------------- | --------------------------------------- | ------------- | ------------------------------------------------------------------------------------------------ |
| 2011-2019 | Game of Thrones                                    |                | David Benioff et D. B. Weiss            | Brandon Stark | Personnage récurrent de la saison 1 à la saison 4, et de la saison 6 à la saison 8 (40 épisodes) |
| 2014      | Les Griffin                                        | Family Guy     | Joe Vaux                                | Aidan (voix)  | Saison 12 (épisode 21)                                                                           |
| 2016      | Un Conte peut en cacher un autre (Deuxième partie) |                | Jakob Schuh, Jan Lachauer et To Bin-han | Jack (voix)   | Court-métrage d'animation                                                                        |

## Récompenses et nominations
| Année | Récompense                 | Catégorie                                                             | Série           | Résultat   | Réf.  |
| ----- | -------------------------- | --------------------------------------------------------------------- | --------------- | ---------- | ----- |
| 2011  | Scream Award               | Meilleure distribution                                                | Game of Thrones | Nomination | [ 1 ] |
| 2012  | Screen Actors Guild Awards | Meilleure distribution pour une série télévisée dramatique            | Game of Thrones | Nomination |       |
| 2013  | Young Artist Award         | Meilleure prestation dans une série télévisée - Premier rôle masculin | Game of Thrones | Nomination | [ 2 ] |
| 2014  | Screen Actors Guild Awards | Meilleure distribution pour une série télévisée dramatique            | Game of Thrones | Nomination |       |